# MG M-Type Midget

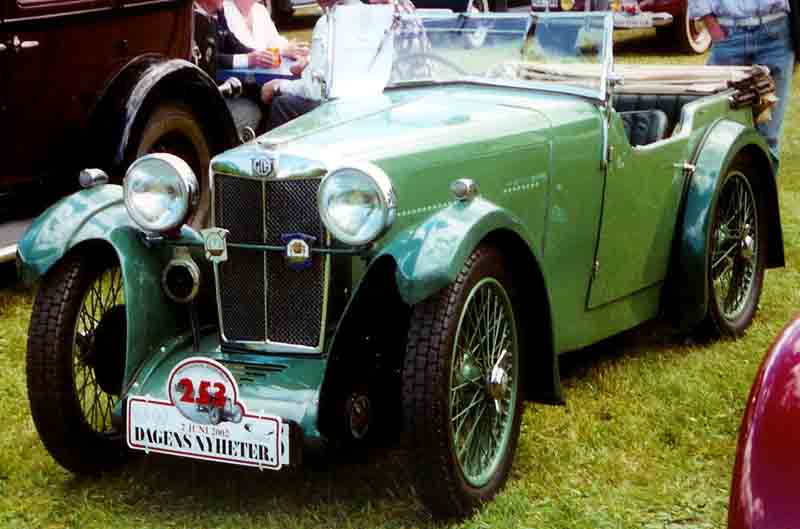
MG D-Type

MG M-Type Midget är en sportbil, tillverkad av den brittiska biltillverkaren MG mellan 1929 och 1932.
Morris hade presenterat sin småbil Minor 1928 och MG började omgående börjat jobba på en egen variant på temat. Chassit fick fastare hjulupphängningar, den lilla Minor-motorn, konstruerad av Wolseley och försedd med överliggande kamaxel, trimmades och framtill försågs bilen med den typiska MG-kylaren. Karossen var mycket enkel och lätt, uppbyggd av askträ och plywood och klädd med pegamoid. Skärmarna var av enkel cykeltyp.
MG Midget presenterades i slutet av 1928 och leveranserna började i april året därpå. Prestandan var inte så märkvärdig, men i den lilla bilen blev fartupplevelsen desto större och vägegenskaperna var utmärkta. Kunderna kunde välja till starkare motor och en fyrväxlad växellåda.
Idén med en körglad småbil var helt ny och MG:n saknade egentliga konkurrenter. Fram till 1932 byggdes 3 235 bilar.
MG C-Type var en tävlingsversion av Midgeten.
MG D-Type var en fyrsitsig version som tillverkades i 250 exemplar mellan 1931 och 1932.
Motor:
| Motor               | Cylindervolym | Effekt   | Bränslesystem      |
| ------------------- | ------------- | -------- | ------------------ |
| 4-cyl radmotor SOHC | 847 cm³       | 20-27 hk | Enkel SU förgasare |